# 奥須磨子
奥 須磨子（おく すまこ、 1954年5月 -  ）は、日本の歴史学者。和光大学経済経営学部経済学科教授。
専門は日本近代経済史。

## 共編著
- 奥須磨子・羽田博昭編『都市と娯楽―開港期～1930年代』（日本経済評論社、2004年）